# Mihuacán
Mihuacán är en ort i Mexiko, tillhörande kommunen Ayapango i delstaten Mexiko, i den centrala delen av landet. Orten hade 691 invånare vid folkräkningen 2010.